# Rocco Barone
Pour les articles homonymes, voir Barone.
Rocco Barone, né le 14 décembre 1987 à Palmi en Italie est un joueur italien de volley-ball. Il mesure 2,00 m et joue central. Il totalise 8 sélections en équipe d'Italie.

## Clubs
| Club               | De        | À         |
| ------------------ | --------- | --------- |
| Callipo Sport      | 2004-2005 | 2004-2005 |
| Palmi              | 2005-2006 | 2005-2006 |
| Callipo Sport      | 2006-2007 | 2012-2013 |
| Sir Safety Pérouse | 2013-2014 | 2014-2015 |
| Pallavolo Molfetta | 2015-2016 | 2015-2016 |
| Callipo Sport      | 2016-2017 | 2016-2017 |
| Volley Milan       | 2017-2018 | 2017-2018 |
| Top Volley Latina  | 2018-2019 | 2018-2019 |
| Peimar Calci       | 2019-2020 | 2019-2020 |
| Emma Villas Sienne | 2020-2021 | ...       |

## Palmarès
- Championnat d'Europe
  - Finaliste : 2011
- Championnat d'Italie
  - Finaliste : 2014
- Coupe d'Italie
  - Finaliste : 2005, 2014